# Einsiedelwasserläufer
Der Einsiedelwasserläufer (Tringa solitaria) oder Einsame Wasserläufer ist eine Vogelart aus der Familie der Schnepfenvögel. Es werden mehrere Unterarten unterschieden. Die IUCN stuft den Einsiedelwasserläufer als ungefährdet (least concern) ein.

## Erscheinungsbild
Der Einsiedelwasserläufer erreicht eine Körperlänge von 18 bis 21 Zentimetern. Die Flügelspannweite beträgt 55 bis 60 Zentimeter. Das Gewicht variiert zwischen 35 und 60 Gramm.
Im Prachtkleid haben Einsiedelwasserläufer einen olivbraunen Kopf, der fein weiß gestrichelt ist. Der weiße Überaugenstreif ist nur vor dem Auge deutlich zu erkennen. Ein zweiter, dunklerer Streif verläuft darunter. Das Kinn, die Kehle und die Körperunterseite sind blass gräulich weiß, die Brust ist deutlich dunkelbraun gestrichelt. Im Schlichtkleid sind der Kopf und die Brust stärker graubraun, die Strichelung ist deutlich reduziert.
Die Iris ist dunkelbraun. Der schwarze Schnabel ist dünn und schmal und hellt an der Schnabelbasis zu einem blassen Grün auf. Die Beine und Füße sind olivfarben oder gräulich grün.
Jungvögel sind am Kopf und auf der Brust dunkler. Auf der Körperoberseite finden sich zahlreiche kleine, weißliche Flecken. Dunenküken sind auf der Körperoberseite braun, grau und schwarz gefleckt.

## Verbreitungsgebiet

Der Einsiedelwasserläufer ist eine nearktische Art. Er brütet vor allem im zentralen Alaska, an der West- und der Nordküste Alaskas kommt er verhältnismäßig selten vor. Als Lebensraum bevorzugt er Flussläufe und Sumpfgebiete in Wäldern. Er ist ein obligatorischer Zugvogel, der im Osten Zentralamerikas, in der Karibik und in Südamerika überwintert.

## Lebensweise
Der Einsiedelwasserläufer frisst vor allem Wirbellose, Amphibien und kleine Fische. Er findet seine Nahrung, indem er mit den Füßen das Wasser aufwirbelt und Nahrung von der Wasseroberfläche pickt. Seltener stochert er im flachen Wasser und feuchten Substrat.
Einsiedelwasserläufer leben gewöhnlich einzeln. Gruppen, die mehr als drei Individuen umfassen, kommen nur selten vor. Die Tiere zeigen ein aggressives Verhalten auch gegenüber Vögeln anderer Arten. Einsame Wasserläufer gehen in der Regel eine monogame Saisonehe ein. Als Niststandort nutzen sie gewöhnlich die aufgegebenen Nester anderer Vogelarten, besonders häufig die von Drosseln, und brüten bis in Höhen von 13 Metern über dem Erdboden. Das Gelege besteht gewöhnlich aus vier Eiern. Diese werden von beiden Elternvögel für einen Zeitraum von 22 bis 24 Tagen bebrütet. Die Küken sind Nestflüchter. Bis jetzt ist nicht beobachtet worden, wie die Küken hoch in den Bäumen liegende Nester verlassen. Die Jungvögel sind nach 18 bis 21 Tagen flügge.

## Unterarten
Es sind folgende Unterarten bekannt:
- Tringa solitaria cinnamomea (Brewster, 1890)[6] brütet in Alaska und dem westlichen Kanada. Sie zieht nach Südamerika.
- Tringa solitaria solitaria Wilson, A, 1813[7]	brütet im östlichen British Columbia bis ins östliche Québec. Sie zieht auf die Westindischen Inseln, nach Mittel- und Südamerika.

## Etymologie und Forschungsgeschichte
Die Erstbeschreibung des Einsiedelwasserläufers erfolgte 1813 durch Alexander Wilson unter dem wissenschaftlichen Namen Tringa solitaria. Als Verbreitungsgebiet gab er die höchsten Berge von Kentucky und New York an. 1758 führte Carl von Linné die neue Gattung Tringa ein. Dieser Name hat sein Ursprung in τρυγγας tryngas ein Name den Aristoteles für einen drosselgroßen Watvogel mit weißem Bürzel, der mit dem Schwanz wippt verwendete. Der Artname solitaria bedeutet lateinisch solitarius, solus, solius ‚einzeln, alleine‘. Cinnamomea leitet sich von lateinisch cinnamomeus, cinnamomum, cinnamum ‚zimtfarbig, Zimt‘ bzw. κινναμωμον, κινναμον cinnamōmon, cinnamon, deutsch ‚zimtfarbig, Zimt‘ ab. Alfred Laubmann hatte für sein Werk Die Vögel von Paraguay zwei Bälge mit je einem Exemplar für jede Unterart zur Verfügung. T. s. cinnamomea wurde von Eugen Josef Robert Schuhmacher (1906–1973) in San Luis De La Sierra im Bergland des Río Apa im Departamento Concepción, gesammelt, T. s. solitaria ebenfalls von Schumacher in Independencia. Zwar sah er mit Fortin Page am Río Pilcomayo durch John Graham Kerr, Colonia von Pedro Risso durch Tommaso Salvadori, mit Sapucay durch Charles Chubb, mit Monte Alto durch Claude Henry Baxter Grant, mit Departamento Alto Paraná durch Arnaldo de Winkelried Bertoni und einige mehr Nachweise für die Nominatform in der Literatur, sowie für Puerto Pinasco im Departamento Presidente Hayes sowie Laguna Wall durch Alexander Wetmore für T. s. cinnamomea. Er zweifelte jedoch, dass hier durch die Autoren beide Unterarten immer richtig abgegrenzt wurden. Er berichtete, dass selbst während des Zugfluges beide Unterarten gemischt vorkommen könnten. Zusätzlich erwähnte Laubmann Chorlito del pardo menor von Félix de Azara als Nachweis für die Art.